# داكس بيرسون
داكس بيرسون (بالإنجليزية: Dax Pierson)‏ هو منتج أسطوانات أمريكي، ولد في 1970.

## وصلات خارجية
- داكس بيرسون على موقع ميوزك برينز (الإنجليزية)
- داكس بيرسون على موقع أول ميوزيك (الإنجليزية)
- داكس بيرسون على موقع ديسكوغز (الإنجليزية)